# Cantiléver

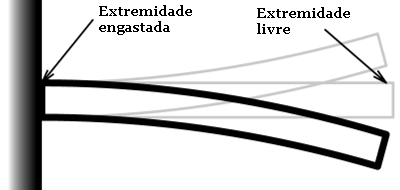
Esquema de uma viga em consola

Uma estrutura em balanço ou consola (conhecida também como cantilever) é um tipo de elemento estrutural cujo conjunto de condições de fronteira cinemáticas resume-se à restrição das translações de uma das extremidade, as quais estão associadas à restrição das rotações dessa mesma secção (conhecida como encastramento ou engastamento), à imposição de deslocamentos relativos ou à imposição de apoios elásticos (condições de fronteira do tipo Robin). 
Este termo aplica-se não só a elementos lineares, como vigas e colunas, como também a elementos laminares, como lajes. Pontes, postes de iluminação, asas de avião e varandas em edifícios são exemplos deste tipo de elemento estrutural (Consola).

## Utilização
Normalmente, a estrutura em balanço é adotada com finalidades estéticas ou técnicas. Em determinadas situações, a adoção desse tipo de estrutura é o recurso viável para atender as particularidades da obra, possibilitando lidar de forma eficiente com a ausência de espaço para apoiar a estrutura em terrenos complexos, para minimizar o impacto em construções vizinhas, entre outras situações.